# 하마무라 미치코
하마무라 미치코(浜村美智子, 1938년 10월 3일 ~ )는 일본의 가수이다.

## 생애
오사카부에서 태어났다. 모델 활동을 하다가 가수로 변신했다. 1957년 해리 벨라폰테의 '바나나 보트'를 히트시켰다. 1963년 프로복서와 결혼해 은퇴했다가 1972년에 복귀해 한명숙의 '노란 샤쓰 입은 사나이'를 번안한 '黄色いシャツ'로 주목을 받았다.